# Bozorgabad
Bozorgabad (pers. ‏بزرگ اباد‎) – wieś w Iranie, w ostanie Azerbejdżan Zachodni. W 2006 roku miejscowość liczyła 210 mieszkańców w 58 rodzinach.